# Exodeconus pusillus
Exodeconus pusillus är en potatisväxtart som först beskrevs av Friedrich August Georg Bitter, och fick sitt nu gällande namn av Axelius. Exodeconus pusillus ingår i släktet Exodeconus och familjen potatisväxter. Inga underarter finns listade i Catalogue of Life.